# Festival internazionale del circo di Monte Carlo
Il Festival internazionale del Circo di Monte Carlo è un festival che si tiene a Monte Carlo a fine gennaio e che premia i migliori artisti circensi del mondo. Durante la manifestazione, che si svolge presso il tendone Espace Fontvieille, vengono assegnati i clown d'oro, d'argento e di bronzo agli artisti più meritevoli provenienti da tutte le parti del mondo. Fondato nel 1974 da Ranieri III di Monaco, dal 2024 Sean e Dennys Caroli  ne sono i presidenti. 
Premi speciali sono inoltre assegnati da varie società, organizzazioni, istituzioni e privati. I premi, chiamati Palmarès, vengono consegnati durante uno spettacolo di gala di chiusura al quale partecipano il Principe di Monaco e la sua famiglia.
Tra i destinatari del prestigioso premio Clown d'or del festival si ricordano il clown spagnolo Charlie Rivel (1974), il temerario americano e l'artista del trapezio Elvin Bale (1976), il clown russo Oleg Popov (1981), la famiglia Casartelli e la famiglia Giachi (1996), il clown italiano David Larible (1999), il giocoliere americano Anthony Gatto (2000), il regista di circo francese Alexis Grüss (1975 e 2001), il clown americano Bello Nock (2011), Russian Teeterboard act the Trushin Troupe (2017), addestratori di animali ungheresi Merrylu e Jozsef Richter (2018), e addestratore di animali inglese Martin Lacey Jr. (2010 e 2019).
Nel 2016 il festival ha compiuto la sua 40ª edizione e, per l'anniversario, sono stati invitati importanti artisti già vincitori nelle passate edizioni.

## Edizioni non realizzate
Nel corso della sua storia il Festival è stato sospeso in 5 occasioni:
- 1982 - In segno di lutto per la prematura morte della Principessa Grace Kelly.
- 1986 - In seguito ad importanti danni causati dal maltempo alla struttura ospitante il Festival. L'edizione slittò a gennaio 1987. Da allora il Festival, inizialmente realizzato a dicembre, verrà realizzato sempre a gennaio.
- 1991 - In segno di lutto per la prematura morte di Stefano Casiraghi, marito della principessa Carolina, e in segno di rispetto per la difficile situazione mondiale caratterizzata in quelle settimane dallo scoppio della Guerra del Golfo.
- 2021 e 2022 - A causa della pandemia da COVID 19.

## Edizioni tv italiana
In Italia il Festival Internazionale del Circo di Montecarlo viene trasmesso sin dalla sua prima edizione dalla Rai, fatta eccezione di alcune edizioni andate in onda negli anni '80 su Telemontecarlo. Sulla tv pubblica la manifestazione è andata in onda prima su Rai 1, successivamente su Rai 2, per poi diventare un appuntamento fisso di Rai 3. Dal 2024 viene trasmesso nuovamente su Rai 1. Dopo un lungo periodo in cui la messa in onda è stata variabile, dal 1995 viene trasmesso nel periodo natalizio, ovvero a quasi un anno di distanza dalla data dell'evento. La tv italiana ha trasmesso tutte le edizioni del Festival, fatta eccezione della numero 41. In quell'occasione Daria Bignardi, all'epoca direttrice di Rai 3, decise di non trasmettere il tradizionale appuntamento poiché estraneo alla linea editoriale adottata dalla rete sotto la sua direzione.  
| Anno | Edizione | Conduzione | Messa in onda | Rete |
| ---- | -------- | --- | --- | --- |
| 1974 | 1ª       | – | – | Rete 1 |
| 1975 | 2ª       | – | – | Rete 1 |
| 1976 | 3ª       | – | – | Rete 1 |
| 1977 | 4ª       | – | – | Rete 1 |
| 1978 | 5ª       | – | – | Rete 1 |
| 1979 | 6ª       | – | – | Rete 1 |
| 1980 | 7ª       | – | 27 dicembre | Rete 1 |
| 1981 | 8ª       | – | 15, 16 e 17 novembre | Rete 1 |
| 1982 | –        | La manifestazione è annullata in segno di lutto per la prematura morte di Grace Kelly. | La manifestazione è annullata in segno di lutto per la prematura morte di Grace Kelly. | La manifestazione è annullata in segno di lutto per la prematura morte di Grace Kelly. |
| 1983 | 9ª       | – | – | – |
| 1984 | 10ª      | – | – | – |
| 1985 | 11ª      | – | – | – |
| 1986 | –        | La manifestazione è annullata a causa dei grossi danni causati dal maltempo alla struttura che doveva ospitare il Festival.                                                                   | La manifestazione è annullata a causa dei grossi danni causati dal maltempo alla struttura che doveva ospitare il Festival.                                                                   | La manifestazione è annullata a causa dei grossi danni causati dal maltempo alla struttura che doveva ospitare il Festival.                                                                   |
| 1987 | 12ª      | – | – | – |
| 1988 | 13ª      | – | – | – |
| 1989 | 14ª      | | 25 e 26 dicembre | Telemontecarlo |
| 1990 | 15ª      | Ramona Dell'Abate con la partecipazione straordinaria di Walter Chiari | 5, 19 e 26 ottobre | Rai 2 |
| 1991 | –        | La manifestazione è annullata in segno di lutto per la prematura morte di Stefano Casiraghi e in segno di rispetto per la difficile situazione internazionale a causa della Guerra del Golfo. | La manifestazione è annullata in segno di lutto per la prematura morte di Stefano Casiraghi e in segno di rispetto per la difficile situazione internazionale a causa della Guerra del Golfo. | La manifestazione è annullata in segno di lutto per la prematura morte di Stefano Casiraghi e in segno di rispetto per la difficile situazione internazionale a causa della Guerra del Golfo. |
| 1992 | 16ª      | Carla Fioravanti | 15, 22 e 29 dicembre | Rai 3 |
| 1993 | 17ª      | Carla Fioravanti | 7 e 14 settembre | Rai 3 |
| 1994 | 18ª      | Maria Amelia Monti | 9 e 16 agosto | Rai 3 |
| 1995 | 19ª      | Ambra Orfei | 24 e 25 dicembre | Rai 3 |
| 1996 | 20ª      | Patrizio Roversi e Syusy Blady | 24 e 31 dicembre | Rai 3 |
| 1997 | 21ª      | Ambra Orfei | 31 dicembre e 6 gennaio | Rai 3 |
| 1998 | 22ª      | Ambra Orfei | 24 e 31 dicembre | Rai 3 |
| 1999 | 23ª      | Laura Freddi | 24 dicembre e 2 gennaio | Rai 3 |
| 2000 | 24ª      | Laura Freddi | 24 e 31 dicembre | Rai 3 |
| 2001 | 25ª      | Laura Freddi | 24 e 31 dicembre | Rai 3 |
| 2002 | 26ª      | Filippa Lagerbäck | 24 e 31 dicembre | Rai 3 |
| 2003 | 27ª      | Filippa Lagerbäck | 24 e 31 dicembre | Rai 3 |
| 2004 | 28ª      | Filippa Lagerbäck | 24 e 31 dicembre | Rai 3 |
| 2005 | 29ª      | Filippa Lagerbäck | 24 e 31 dicembre | Rai 3 |
| 2006 | 30ª      | Cristina Chiabotto | 24 e 31 dicembre | Rai 3 |
| 2007 | 31ª      | Ainett Stephens | 24 e 31 dicembre | Rai 3 |
| 2008 | 32ª      | Ainett Stephens | 24 e 31 dicembre | Rai 3 |
| 2009 | 33ª      | Ainett Stephens | 24 e 31 dicembre | Rai 3 |
| 2010 | 34ª      | Cristina Chiabotto | 24 e 31 dicembre | Rai 3 |
| 2011 | 35ª      | Cristina Chiabotto | 24 e 31 dicembre | Rai 3 |
| 2012 | 36ª      | Andrea Lehotská | 24 e 31 dicembre | Rai 3 |
| 2013 | 37ª      | Andrea Lehotská | 24 e 31 dicembre | Rai 3 |
| 2014 | 38ª      | Andrea Lehotská | 24 e 31 dicembre | Rai 3 |
| 2015 | 39ª      | Andrea Lehotská | 24 e 31 dicembre | Rai 3 |
| 2016 | 40ª      | Andrea Lehotská | 24 e 31 dicembre | Rai 3 |
| 2017 | 41ª      | La manifestazione non viene trasmessa | La manifestazione non viene trasmessa | La manifestazione non viene trasmessa |
| 2018 | 42ª      | Melissa Greta Marchetto | 24 e 31 dicembre | Rai 3 |
| 2019 | 43ª      | Melissa Greta Marchetto | 24 e 31 dicembre | Rai 3 |
| 2020 | 44ª      | Melissa Greta Marchetto | 24 e 31 dicembre | Rai 3 |
| 2021 | –        | La manifestazione è annullata a causa del COVID-19. La sera del 24 e 31 dicembre viene trasmesso da Rai 3 il meglio delle edizioni 43 e 44.                                                   | La manifestazione è annullata a causa del COVID-19. La sera del 24 e 31 dicembre viene trasmesso da Rai 3 il meglio delle edizioni 43 e 44.                                                   | La manifestazione è annullata a causa del COVID-19. La sera del 24 e 31 dicembre viene trasmesso da Rai 3 il meglio delle edizioni 43 e 44.                                                   |
| 2022 | –        | La manifestazione è annullata a causa del COVID-19. La sera del 24 e 31 dicembre viene trasmesso da Rai 3 il meglio delle edizioni 43 e 44.                                                   | La manifestazione è annullata a causa del COVID-19. La sera del 24 e 31 dicembre viene trasmesso da Rai 3 il meglio delle edizioni 43 e 44.                                                   | La manifestazione è annullata a causa del COVID-19. La sera del 24 e 31 dicembre viene trasmesso da Rai 3 il meglio delle edizioni 43 e 44.                                                   |
| 2023 | 45ª      | Melissa Greta Marchetto | 24 e 31 dicembre | Rai 3 |
| 2024 | 46ª      | Serena Autieri | 28 dicembre e 4 gennaio | Rai 1 |